# Ukraine c. Russie (Crimée)
L'affaire Ukraine c. Russie (Crimée) est un regroupement de deux affaires interétatique devant la Cour européenne des droits de l’homme (CEDH), intenté par l'Ukraine et concernant des violations des droits de l'homme par la fédération de Russie sur le territoire de la république autonome de Crimée et de la ville de Sébastopol après son occupation, dans le cadre de la guerre russo-ukrainienne.
Dans son arrêt du 25 juin 2024, la Grande chambre, formation la plus solennelle de la CEDH, a jugé la fédération de Russie responsable de violations nombreuses et systémiques de la Convention européenne des droits de l’homme sur le territoire de la Crimée. La Cour a établi que la fédération de Russie a exercé un contrôle effectif sur la république autonome de Crimée à partir du 27 février 2014, c'est-à-dire à partir du moment où son territoire a été pris par des éléments des forces armées russes jusqu'au « référendum » du 16 mars 2014 et dans la période qui a suivi.
Cette décision est importante dans la pratique de l’examen des requêtes interétatiques par la CEDH. Il s’agit de la première affaire interétatique entre l’Ukraine et la fédération de Russie dans laquelle la CEDH a rendu une décision finale sur le fond.

## Requêtes
En mars 2014, la fédération de Russie a mené une opération militaire qui a conduit à l’occupation puis à ce qu'elle considère comme « l'annexion » de la république autonome de Crimée, ce qui n'est pas reconnu internationalement, dans le contexte de la guerre russo-ukrainienne. L’Ukraine a déposé un certain nombre de requêtes interétatiques auprès de la Cour européenne des droits de l’homme, qui ont ensuite été jointes dans de mêmes procédures.
L'affaire porte sur deux requêtes, jointes par la CEDH le 16 décembre 2020 :
- requête no 20958/14 : introduite par l'Ukraine le 13 mai 2014 contre les violations de la Convention européenne des droits de l'homme par la fédération de Russie en Crimée (république autonome de Crimée et dans la vVille autonome de Sébastopol).
- requête no 38334/18 : introduite par l'Ukraine le 10 août 2018, se concentrant sur la persécution et l’emprisonnement illégal de personnes que l'Ukraine considère comme des prisonniers politiques en Crimée.

## Chronologie de la procédure
13 mars 2014 : Le gouvernement ukrainien introduit un requête interétatique no 20958/14 concernant des violations de la Convention sur le territoire de la république autonome de Crimée et de la Ville autonome de Sébastopol (la péninsule de Crimée) après l’établissement d’un contrôle effectif par les forces armées russes, ainsi que les événements dans l'est de l'Ukraine.
La CEDH ordonne le jour même, à titre de mesures provisoires urgentes, aux parties de s’abstenir de toute action qui pourrait constituer une menace pour la vie et la santé de la population civile sur le territoire de la Crimée, et à se conformer aux obligations découlant de la CEDH.
26 août 2015 : Le gouvernement ukrainien introduit une nouvelle requête interétatique no 42410/15 contre la Russie, se concentrant quant à elle sur le cas de la Crimée.
9 février 2016 : Une chambre de la troisième section de la CEDH a scindé la requête no 20958/14 en deux affaires distinctes : la première (sous le même numéro) concernait la Crimée, tandis qu'une nouvelle affaire portait sur les événements dans l'est de l'Ukraine était enregistré sous un nouveau numéro.
29 novembre 2016 : Il a été procédé de même avec la requête no 42410/15 : la Crimée conservait ce numéro et une nouvelle affaire était créée concernant l'est de l'Ukraine, sous un nouveau numéro.
7 mai 2018 : Une chambre de la première section de la Cour s'est dessaisie des affaires nos 20958/14 et 42410/15 au profit de la Grande chambre, la formation la plus solennelle de la CEDH.
11 juin 2018 : La grande chambre de la CEDH a joint les deux affaires nos 20958/14 et 42410/15 dans une seule et même procédure, Ukraine c. Russie (Crimée), sous le premier numéro 20958/14.
10 août 2018 : Le gouvernement ukrainien a introduit une requête no 38334/18, concernant la persécution et l’emprisonnement illégal de personnes que l'Ukraine considère comme des prisonniers politiques, ainsi que le transfert de prisonniers de Crimée vers le territoire internationalement reconnu de la Russie.
11 septembre 2019 : La grande chambre tient une audience publique sur la recevabilité de l'affaire no 20958/14 suite aux exceptions préliminaires concernant la compétence de la Cour soulevés par la fédération de Russie.
16 décembre 2020 : La grande chambre rend une décision déclarant partiellement recevable l'affaire no 20958/14 et décide de lui joindre l'affaire no 38334/18,.
16 mars 2022 : La Russie annonce se retirer du Conseil de l'Europe et de la Convention européenne des droits de l'Homme. Elle est exclue de l'organisation ce même jour.
22 mars 2022 : La CEDH décide que la Russie demeure liée par la Convention européenne des droits de l'Homme jusqu'au 16 septembre 2022.
13 décembre 2023 : La grande chambre tient une audience publique sur le fond de l'affaire (et la recevabilité de la requête no 38334/18). La Russie n'est pas présente à l'audience.
25 juin 2024 : la grande chambre de la CEDH rend son arrêt sur le fond de l'affaire. La Russie n'est pas présente lors de la lecture.

## Décision sur la recevabilité

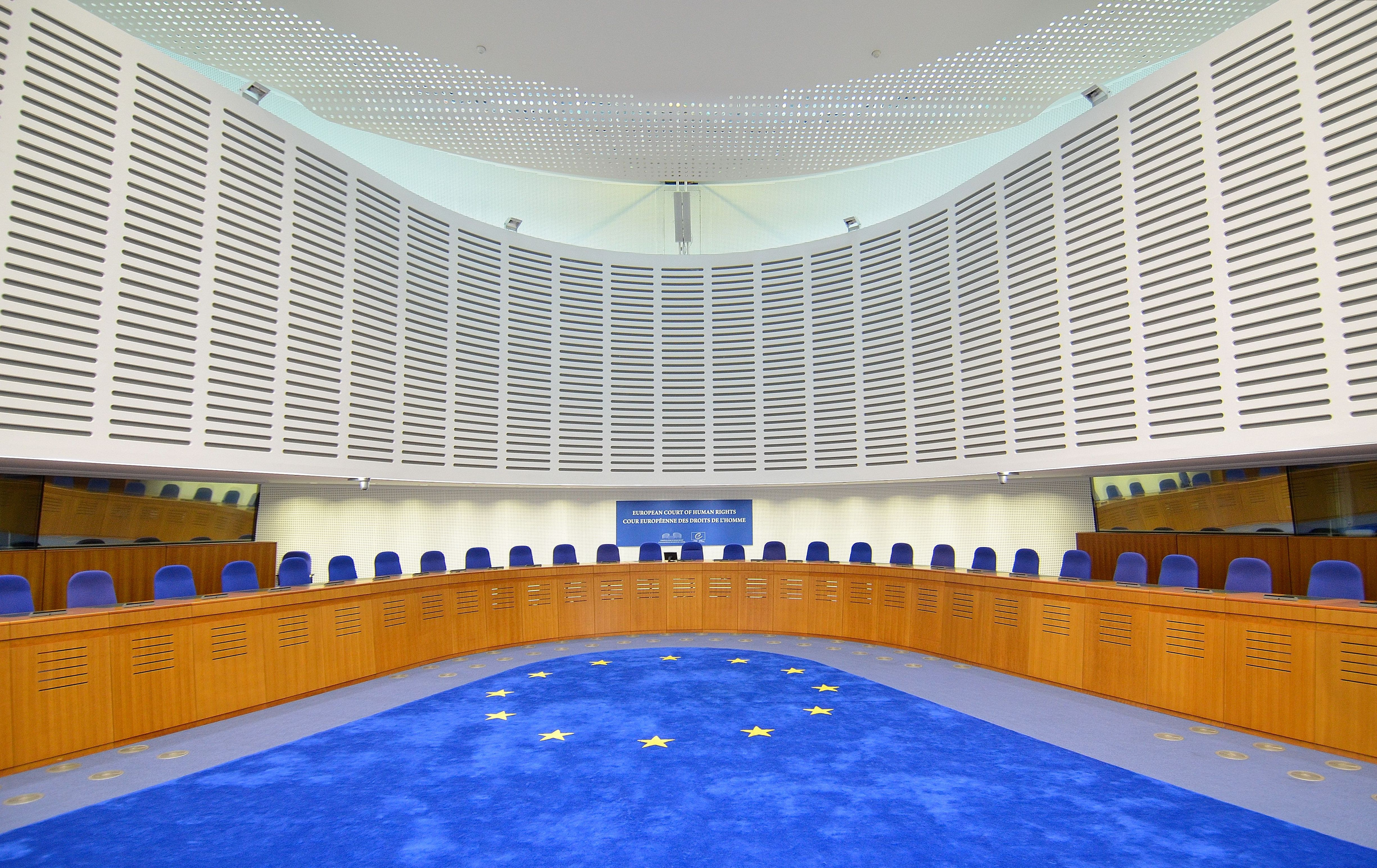
La salle d'audience de la grande chambre de la Cour européenne des droits de l'Homme

Le 16 décembre 2020, la grande chambre de la CEDH a rendu une décision déclarant l'affaire partiellement recevable. La Cour a confirmé que la fédération de Russie exerçait un contrôle effectif sur le territoire de la république autonome de Crimée et la ville de Sébastopol depuis le 27 février 2014 et était donc responsable du respect de ses obligations au titre de la Convention européenne des droits de l'homme sur ce territoire.
Dans le même temps, la Cour a partiellement déclaré irrecevable une partie des griefs de l’Ukraine, en particulier ceux qui n’étaient pas suffisamment étayées par des preuves ou qui n’avaient pas la nature systémique requise pour une affaire interétatique.
La Cour a également examiné l’objection de la Russie concernant le non-épuisement des voies de recours internes. La partie russe a affirmé que l’Ukraine ou les individus ne s’étaient pas adressés aux tribunaux et aux autorités russes pour protéger leurs droits. L’Ukraine a noté qu’en cas de violations systémiques, ces moyens sont inefficaces et que cette exigence perd donc de sa pertinence. La CEDH a décidé que la nature des allégations de pratique administrative peut exempter un requérant de l’obligation d’épuiser les recours de l’État défendeur (qui exerce un contrôle effectif) s’ils sont illusoires ou inefficaces.

## Verdict

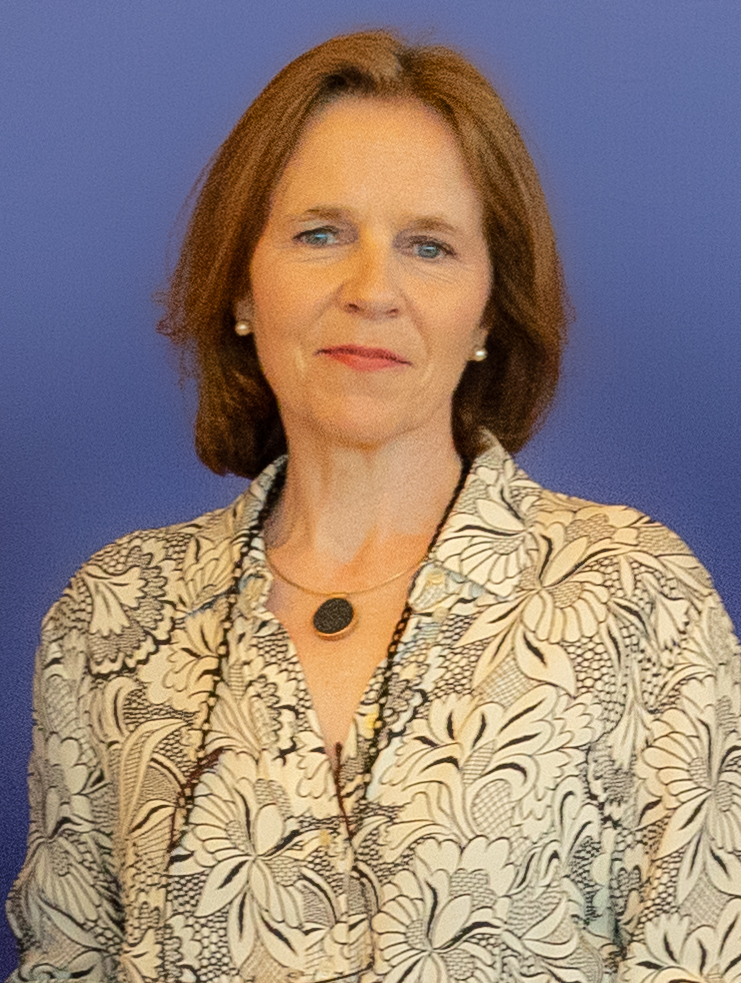
Síofra O'Leary, présidente de la CEDH, a donné lecture de l'arrêt le 25 juin 2025

La Cour rend son arrêt, de plus de 364 pages, le 25 juin 2025. Il est lu par la présidente de la CEDH, l'irlandaise Síofra O'Leary, dans la salle de la Grande chambre au Palais des droits de l'homme, le siège de la Cour à Strasbourg.
La CEDH a jugé que la fédération de Russie est responsable de violations systématiques des droits de l’homme sur le territoire de la république autonome de Crimée, à compter du 27 février 2014. La Cour a estimé que ces violations constituaient une « pratique administrative », c’est-à-dire qu’elles étaient si nombreuses, cohérentes et durables qu’elles indiquaient une politique officielle ou une tolérance des violations par l’État russe,.
La CEDH a souligné que toutes ces actions n’étaient pas aléatoires, mais de nature systémique, et faisaient partie de la politique visant à établir le contrôle russe sur la république autonome de Crimée. 
La Cour a apprécié la violation des droits garanties par la Convention européenne des droits de l'Homme à la lumière des obligations pesant sur la Russie en vertu du droit de la guerre et du droit international humanitaire. Or ces règles oblige l'occupant à maintenir le droit en vigueur dans les territoires occupés sauf empêchement absolu. La Cour juge que l'application de l'intégralité du droit russe en Crimée occupée suite au « traité d'adhésion à la fédération de Russie » n'est pas justifiée et s'inscrit en violation de la Convention. 

« À ce stade, la Cour rappelle tout d’abord que les dispositions de la Convention doivent être interprétées en l’espèce à la lumière du DIH. Elle renvoie aux dispositions de la quatrième Convention de Genève qui prescrivent ce qui suit : i) la législation pénale du système juridique de l’État souverain supplanté doit rester en vigueur ; ii) la puissance occupante peut exercer sa compétence pénale dans le territoire occupé à l’égard des actes commis pendant l’occupation, et seulement à l’égard de ceux-ci ; iii) les tribunaux du territoire occupé ne doivent faire respecter que la législation qui était applicable antérieurement à la perpétration de toute infraction alléguée ; iv) la puissance occupante ne peut arrêter, inculper ou condamner des personnes protégées pour des actes commis ou pour des opinions exprimées avant l’occupation, sauf en cas de violations des lois et coutumes de la guerre (paragraphes 1251-1256 ci-dessus), et v) les tribunaux établis avant l’occupation doivent être maintenus (paragraphe 940 ci-dessus). »

— CEDH, GC, 25 juin 2024, Ukraine c. Russie (Crimée), nos 20958/14 et 38334/18, paragraphe 1271 [extraits]
La Cour déclare irrecevables les griefs concernant les personnes que l'Ukraine considère comme des prisonniers politiques, sur le territoire internationalement reconnu de la Russie, dans les zones occupées par les séparatistes qu'elle contrôle, ou en Biélorussie pour absence de preuve suffisante de pratiques administratives. Elle reconnait toutefois qu'il était difficile pour l'Ukraine, qui n'avait pas accès à ces territoires, de rapporter des preuves relatives aux pratiques administratives, mais que des preuves pouvaient toujours satisfaire le niveau d'exigence moins élevé dans les procédures individuelles. 

### Disparitions forcées

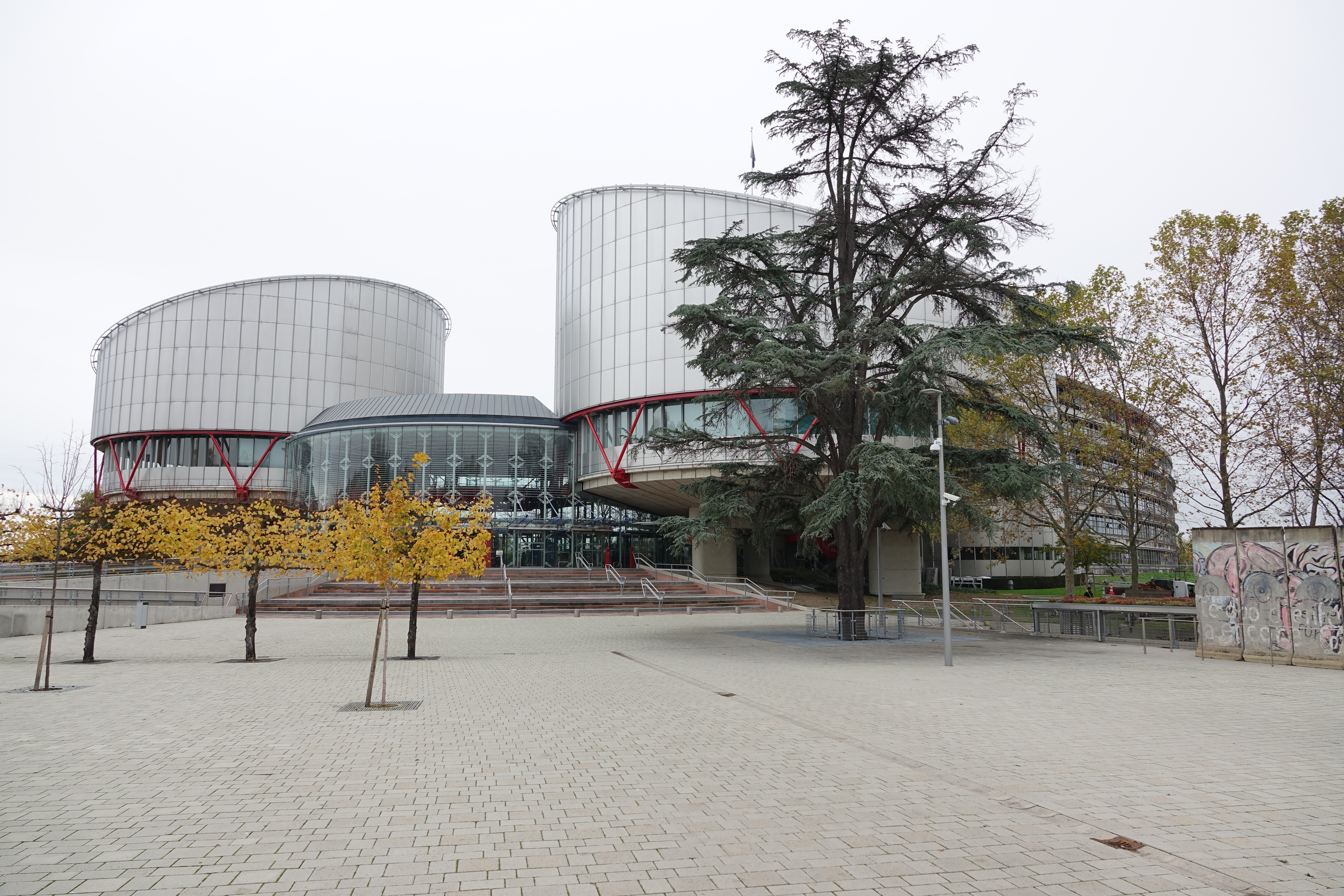
Le Palais des droits de l'homme, siège de la Cour européenne des droits de l'Homme, à Strasbourg, France

La Cour retient une pratique administrative d'enlèvement et de disparitions forcées conduite par les forces armées russes ou les éléments en tout état de cause sur la juridiction de la Russie (milices cosaques, Service fédéral de sécurité de la fédération de Russie, « forces d'autodéfense de Crimée »). La Cour reconnait au moins 43 cas, dont certaines personnes toujours disparues, et que ce système a perduré. Elle précise :

« la plupart des victimes étaient des militants pro‑ukrainiens, des journalistes et des Tatars de Crimée ayant en commun d’avoir été considérés comme hostiles aux événements survenus en Crimée à l’époque pertinente, et le fait que ces enlèvements suivaient le même schéma et visaient à intimider et à persécuter ces personnes dans le cadre d’une stratégie d’ensemble déployée par l’État défendeur pour réprimer l’opposition alors en place en Crimée contre « l’occupation » russe […] Eu égard aux éléments susmentionnés, la Cour considère que les enlèvements commis au cours de la période considérée étaient « assez nombreux » pour s’analyser en un ensemble ou en un système (« répétition d’actes »). Ce phénomène revêtait en soi un caractère potentiellement mortel propre à déclencher l’applicabilité de l’article 2 de la Convention en ce qui concerne cette pratique administrative, nonobstant le fait que la majorité des personnes concernées ont été remises en liberté peu après avoir été portées disparues. »

— CEDH, GC, 25 juin 2024, Ukraine c. Russie (Crimée), nos 20958/14 et 38334/18, paragraphe 970 [extraits]
De surcroît, la Cour ajoute que la Russie n'a pas mené d'enquête effective, voir n'a mené aucune enquête sur ces disparitions forcées, malgré les demandes de la population, de l'Ukraine, des organisations intergouvernementales et non-gouvernementales, et de la Médiatrice russe elle-même.
La Cour conclut donc, à l'unanimité, à la violation de l'article 2 (droit à la vie [volets matériel et procédural]) de la Convention, entre le 27 février 2014 et le 16 septembre 2022.

### Détentions arbitraires, torture et mauvais traitements
La Cour se base sur de nombreux éléments rapportés par les organisation intergouvernementales ou non-gouvernementales et les témoignages qui concordent avec ces derniers, pour relever une pratique administrative généralisée de détention arbitraire au secret, de torture et de mauvais traitements – y-compris des violences sexuelles – envers des militants ukrainiens qui s'opposaient à l'occupation de la Crimée, des militants tatars de Crimée, des journalistes, et des militaires ukrainiens. Elle reconnait que ces pratiques ont causé d'indéniables souffrances physiques et psychologiques et ont été perpétrées par les forces armées ou la police russe, ou les milices cosaques, le FSB, ou « forces d'autodéfense de Crimée ».

#### Cas des«prisonniers politiques ukrainiens»
En particulier sur le cas de personnes que l'Ukraine considère comme des « prisonniers politiques », la Cour s'appuie sur un ensemble de témoignage direct des victime ou de leurs avocats, ou indirects de leur proches ou d'agents consulaires ukrainiens, corroborés par les nombreux rapports d'organisations intergouvernementales et non-gouvernementales.
Elle relève une pratique administrative destinés à infliger de vives douleurs ou souffrances à ce personnes en détention (passage à tabac, électrocutions, simulacres d’exécutions et administration de drogues inconnues), afin d’obtenir des informations, d’extorquer des aveux sur la perpétration de crimes ou des témoignages sur les agissements d’autrui, de punir ou d’intimider, ce qui constitue des actes de torture. D'autres pratiques (menace de ces traitements ou pressions psychologiques) relèvent à tous le moins de traitements inhumains.
La Russie n'a pas diligenté d'enquête effective, voire n'a diligenté aucune enquête, sur ces pratiques, malgré les demandes des victimes, de leurs avocats, de leurs proches et des autorités ukrainiennes.
La Cour s'arrêté également sur le cas des mauvaises conditions de détention dans le SIZO de Simferopol, la seule maison d'arrêt en Crimée jusqu'en 2022. Elle estime que notamment qu'une très forte surpopulation carcérale, le manque de couchages, des températures inadéquates, une absence de ventilation ou de lumière naturelle, des infestations, un manque de mobilier et de matériel médical, un manque d’intimité dans les toilettes, de graves manquement au règles sanitaires et d'hygiène, et une nourriture de très mauvaise qualité constituent des traitements dégradants.
Elle retient cependant une pratique administrative toujours en cours de privations de liberté, d’inculpations et de condamnations irrégulières de « prisonniers politiques ukrainiens » qui, s'effectuant sur la base du droit russe, imposé en Crimée, et non du droit ukrainien, ne saurait passer pour être « prévues par les voies légales » comme l'exige l'article 5 de la Convention.
La Cour conclut donc, à l'unanimité, à la violation des articles 3 (interdiction de la torture, des traitements inhumains et dégradants [volets matériel et procédural]) et 5 (liberté individuelle et sûreté) de la Convention, entre le 27 février 2014 – le 10 août 2018 pour le cas des « prisonniers politiques ukrainiens » – et le 16 septembre 2022.

### Droit au procès équitable
La Cour ignore si, entre le 27 février et le 18 mars 2014, date du « traité d'intégration » de la Crimée à la Russie, illicite au regard du droit international public et non reconnu internationalement, les juridictions cirméennes ont fait application du droit matériel et procédural ukrainien ou russe. Cependant, le droit russe a été imposé dans son intégralité en Crimée occupé à la suite de ce traité, en violation du droit international public et de la Convention. Pendant une période transitoire, jusqu'au 31 décembre 2014, les juridictions criméennes instituées par le droit ukrainien ont été progressivement remplacées par des juridictions russes et ont vraisemblablement appliqué le droit matériel et procédural russe, comme le prévoyait le « traité d'intégration ». Elles rendaient leurs décisions « au nom de la fédération de Russie » et la Cour suprême de la fédération de Russie connaissait en dernier ressort des affaires qu'elles avaient tranchées. La Cour estime donc que juridictions existantes soumises au droit russe ou celles qui ont été mises en place par l'occupant en Crimée ne peuvent donc pas être considérées comme « établies par la loi » comme l'exige l'article 6 de la Convention. 
Elle mène le même raisonnement en ce qui concerne les poursuites et condamnations irrégulières de personnes que l'Ukraine considère comme des prisonniers politiques. 
La Cour conclut donc, à l'unanimité, à la violation de l'article 6 (procès équitable) de la Convention, entre le 18 mars 2014 et le 16 septembre 2022. 

### Rétroactivité de la loi
L'Ukraine soulève ce grief dans le cas des personnes qu'elle considère comme des prisonniers politiques ukrainiens. La Cour retient l'existence d'une pratique administrative visant à poursuivre, condamner et placer en détention en Crimée ces personnes en application du droit pénal russe, et pour des faits antérieurs à la prise de contrôle effectif de la péninsule par la Russie (tels que la participation à l'Euromaïdan).
La Cour conclut donc, à l'unanimité, à la violation de l'article 7 (pas de peine sans loi) de la Convention, entre le 10 août 2018 et le 16 septembre 2022.

### Transferts forcés de détenus vers la Russie
La Cour relève un nombre important de transferts forcés de personnes « détenus » par la autorités d'occupation, y-compris des personnes se trouvant en « détention provisoire », vers des lieux de détentions situés sur le territoire russe internationalement reconnu, vraisemblablement en raison d'un nombre insuffisant de tels établissement en Crimée (il n'y a pas d'établissement pour femmes par exemple). Ces transfert ont eu lieux vers des régions russes très éloignées de la Crimée. Elle précise qu'il n'existe pas de possibilité réelle pour ces personnes de retourner un jour sur la péninsule. 
La Cour mène le même raisonnement en ce qui concerne les personnes que l'Ukraine considère comme des prisonniers politiques. Elle fait référence à des arrêts qu'elle a déjà rendu sur des requêtes individuelles en la matière. 
La Cour estime, à l'unanimité, que cette pratique administrative de transfert forcé ont conduit de nombreuses personnes à se trouver très éloigné de leur proches et privé de tout contact avec eux, violant ainsi l'article 8 (vie privée et familiale) de la Convention, entre le 27 février 2014 – le 10 août 2018 pour le cas des « prisonniers politiques ukrainiens » – et le 16 septembre 2022.

### Impossibilité de renoncer à la nationalité russe
La Cour retient que l'octroi automatique de la nationalité russe aux résidents de Crimée et l'impossibilité de renoncer à cette nationalité sauf dans de rares lieux et dans un laps de temps très court (18 jours), en personne (ou par les deux parents en personne pour les mineurs) constituait une violation du droit au respect de la vie privée et familiale garantie par l'article 8 de la Convention. La Cour relève également qu'aucune instruction claire n'avait été édictée pour la renonciation à la nationalité russe, contrairement à l'obtention des passeports russes. Un tel passeport était nécessaire en Crimée occupée pour accéder à la propriété foncière agricole, enregistrer une communauté religieuse, faire immatriculer son véhicule, être électeur ou éligible, demander l'autorisation de tenir une réunion publique, occuper certains emplois, ou accéder à certains services publics.
La Cour conclut donc, à l'unanimité, à la violation de l'article 8 (vie privée et familiale) de la Convention, entre le 27 février 2014 et le 16 septembre 2022.

### Violations de domicile
La Cour relève une politique d'intervention et de perquisitions arbitraires au domicile des particuliers commis à grande échelle, en particulier au domicile des Tatars de Crimée par les forces armées ou la police russe, le FSB, ou les « forces d'autodéfense de Crimée ». Ces violations de domicile s'accompagnaient souvent de saisie arbitraire sur des biens se trouvant dans les domiciles. Elles se déroulaient parfois sans mandat et en l'absence des témoins nécessaires. 
La Russie n'a produit aucune observations à ce sujet, même lorsqu'elle participait encore à la procédure. Ces violations de domicile auraient été effectuées sur la base de la législation anti-extrémisme russe, qui ne saurait être qualifiée de « loi » puisqu'elle n'aurait pas du trouver à s'appliquer en Crimée, et qui en tout état de cause manquait de clarté, de précision et de prévisibilité quant à ces effets.
La Cour conclut donc, à l'unanimité, à la violation de l'article 8 (vie privée et familiale) de la Convention.

### Persécutions religieuses
La Cour, sur la foi de nombreux éléments rapportés par les organisation intergouvernementales ou non-gouvernementales, les autorités ukrainiennes et les témoignages individuels – dont celui du Métropolite Clément de Simferopol – pour reconnaitre une pratique administrative d'intimidation et de harcèlement de chefs religieux ne se réclamant pas de l'Église orthodoxe ukrainienne rattachée au Patriarcat de Moscou. Les religieux ont été interdit d'accéder à leur édifice et ont fait l'objet d'interrogatoire abusif ou ont été visés par des perquisitions à leur domicile. Tel fut particulièrement le cas des religieux de l'Église orthodoxe ukrainienne rattachée au Patriarcat de Kyiv, et des Imams, dont beaucoup ont quitté la Crimée. Les titres de séjour des chefs religieux de nationalité étrangère résidant en Crimée ont été annulés ou n'ont pas été renouvelés par la Russie. Des lieux religieux, notamment ceux du Patriarcat de Kyiv, ont fait l'objet d'interventions arbitraires, ont été saisis ou pris d'assaut et des biens religieux (dont des écrits et des publications) ont également été saisis ou détruits. Huit des dix écoles musulmanes de Crimée (Madrassas) ont fait l'objet d'intervention ou de perquisition, une mosquée a été incendié et un cimetière musulman dégradé.
La nombre de communautés religieuses en Crimée est passé de 2 000 en 2014 à moins de 800 en 2017, selon des chiffres confirmés par la Russie elle-même. Cette dernière n'a pas diligenté d'enquête effective sur ces pratiques, commises par les forces armées ou la police russe, le FSB, les « forces d'autodéfense de Crimée », les milices cosaques ou des milices locales prorusses, dans un climat d'impunité totale.
Ces ingérences dans la liberté de religion n'étant ni prévu par la loi ni dans aucun objectif légitime, la Cour a conclut, à l'unanimité, à la violation de l'article 9 de la Convention.

### Répression des médias«non-russes»
La Cour relève une pratique de répression extrêmement sévère contre les médias en Crimée. Dès mars 2014, toutes les chaînes de télévision ukrainienne ont été fermées et le journal Krymska, le seul en langue ukrainienne en Crimée, a été interdit. Les licences de radiodiffusion ont été révoquées ou n'ont pas été accordées, des radiofréquences n'ont pas été attribuées, les médias ont été harcelés et intimidés – notamment au travers d'émission de « mise en garde » par le FSB –, leurs locaux ont été perquisitionnés et leurs biens saisis. Certains médias en langue tatare (le journal Avdet, les chaînes de télévision ATR et Lale, les stations de radio Meydan et Lider, l’agence de presse QHA et le site Internet 15minut) ont ainsi été contraint de cesser leurs activités. Dès les premiers jours de l'occupation, toutes les rédactions criméennes se sont vu attribué un responsable éditorial issu du FSB, chargé de la direction de la publication et de la censure. L'usage des mots perçues par la Russie comme favorable à l'Ukraine (tels que « occupation » ou « annexion ») ont été interdits. Des cyberattaques ont été menées pour empêcher l'accès aux médias en ligne. Les journalistes ont été eux-mêmes systématiquement harcelés, intimidés, menacés, poursuivis, arrêtés, placés en « détention provisioire » ou condamnés.

« La Cour relève que ces informations concordent avec les éléments de preuve complémentaires qui lui ont été soumis, d’où il ressort que 161 émetteurs et 20 fréquences ont été perdus en Crimée […], que la quasi-totalité des sociétés privées de radiodiffusion se sont vu retirer leurs fréquences en février 2015 […], que Chernomorskaya TRC, l’une des plus importantes sociétés de télévision de Crimée, a été interdite de diffusion sur les réseaux câblés criméens, que les bureaux d’ATR ont été perquisitionnés par des agents du comité d’investigation de la Fédération de Russie et du Centre de lutte contre l’extrémisme et qu’une campagne d’intimidation systématique (illustrée par le cas concret de journalistes et de blogueurs) a été menée pour paralyser et réduire au silence le journalisme indépendant au moyen de perquisitions et de détentions arbitraires souvent motivées par les nécessités d’enquêtes ouvertes pour incitation à commettre des actes visant à porter atteinte à l’intégrité territoriale de la Fédération de Russie, infraction réprimée par l’article 280.1 du code pénal russe. »

— CEDH, GC, 25 juin 2024, Ukraine c. Russie (Crimée), nos 20958/14 et 38334/18, paragraphe 1090
La Cour précise que le Roskomnadzor, le régulateur russe des médias, a lui-même relevé que le nombre de médias en Crimée est passé de 3 000 avant le 27 février 2014 à 232 en au 1er avril 2015. Ces pratiques n'étaient pas prévus par la loi et en tout était de cause pas « nécessaires dans une société démocratique », comme exigé par la Convention.
La Cour conclut donc, à l'unanimité, à la violation de l'article 10 (liberté d'expression) de la Convention, entre le 27 février 2014 et le 16 septembre 2022.

### Atteintes à la liberté de manifestation
La Cour constate qu'une interdiction générale et absolue des rassemblements et manifestations en opposition à l'occupation de la Crimée ou en soutien à l'intégrité territoriale de l'Ukraine ou des tatars de Crimée a été imposée par la Russie. De tels rassemblements ont été empêchés, et leurs organisateurs ont été intimidés ou détenus arbitrairement. De nombreux manifestants ont été arrêtés, interrogés, détenus, poursuivis ou condamnés pour des infractions administratives de « trouble à l'ordre public » prévues par le droit russe. Les autorités d'occupation ont multiplié les mesures afin de restreindre la liberté de manifestation, telles que l'obtention nécessaire d'une autorisation préalable, les lieux et parcours de la manifestation, le fait qu'elle devait être organisée par des citoyens russes, etc. La législation anti-extrémisme russe a été utilisée pour menacer ou prévenir l'organisation de manifestations en soutien à l'Ukraine ou aux Tatars : le Mejlis des Tatars de Crimée a fait l'objet d'une « interdiction d'organiser des événements publics en Crimée ». Ces mesures ne sauraient passer pour la « loi » et il n'est pas établi qu'elles seraient « nécessaires dans une société démocratique » comme exigé par le Convention.
La Cour conclut donc, à l'unanimité, à la violation de l'article 11 (liberté de réunion et d'association) de la Convention.

### Atteintes à la liberté d'expression et de réunion des«prisonniers politiques ukrainiens»
La Cour retient une pratique généralisée d'arrestation, de poursuite, de placement en détention provisoire et de condamnation d’opposants politiques accusés de d’infractions terroriste ou extrémiste, d’Ukrainiens ayant participé aux manifestations d’Euromaïdan, de militants criméens ou Tatars de Crimée liés au Mejlis, de journalistes ou de personnes publiant des messages critiques à l’égard des autorités russes. Cette pratique vise ces personnes – que l'Ukraine considère comme des prisonniers politiques pour ceux qui sont incarcérés – pour avoir exercé leur liberté d'expression et leur liberté de réunion, d'association et de manifestation.
La Cour conclut donc, à l'unanimité, à une violation des articles 10 (liberté d'expression) et 11 (liberté de réunion et d'association) de la Convention, entre le 10 août 2018 et le 16 septembre 2022.

### Expropriations sans compensation
La Cour retient que la Russie a organisé en Crimée une campagne systématique d'expropriation (« nationalisation ») à grande échelle de biens appartenant à des particuliers et à des entreprises privées en Crimée, ou des biens publics, ce qui a conduit à un transfert de propriété effectif sans indemnisation. Les autorités d'occupation ont dressé une « liste des biens considérés comme appartenant à la République de Crimée » et fait procéder à la saisie d'une partie d'entre eux. L'application du droit russe à emporter la perte des propriétés foncières agricole et frontalière des personne physique ou morale ne possédant pas la nationalité russe. La procédure était laconique, dépourvue de clarté et de prévisibilité suffisante – elle a évolué très fréquemment –, de garanties fondamentales et ne pouvait pas faire l'objet d'un quelconque recours. La Russie a admis le transfert de propriété des biens sur la liste et reconnu qu'il était de son fait, lorsqu'elle participait encore à l'affaire. 
La Cour conclut donc, à l'unanimité, à une violation de l'article 1er du Protocole no 1 à la Convention.

### Bannissement de l'ukrainien et persécution des élèves ukrainophones
La Cour retient une pratique généralisée et systématique de bannissement de l'ukrainien, seule langue officielle de l'Ukraine selon la Constitution ukrainienne, à tous les niveaux du système éducatif en Crimée. L'ukrainien a disparu dans le système universitaire criméen et a quasiment subi le même sort dans l'enseignement secondaire. Des menaces et du harcèlement liés à l'emploi de l'ukrainien dans le contexte éducatif ont été constatés à l'encontre des élèves, des enseignants et des parents. La Cour s'appuie sur un ensemble d'éléments de preuve et sur l'arrêt rendu par la Cour internationale de justice le 31 janvier 2024 en l'affaire Ukraine c. Fédération de Russie (2017), qu'elle cite explicitement, qui avait conclut que la Russie avait violé la Convention internationale sur l'élimination de toutes les formes de discrimination raciale en bannissant l'ukrainien du système éducatif en Crimée. La Cour résume :

« le gouvernement défendeur n’a avancé aucun argument pour réfuter la substance des griefs ici en question, lesquels, selon la Cour, se trouvent étayés par de multiples éléments de preuve concordants qui témoignent de façon cohérente d’un recul important, par rapport à la période antérieure (avant les événements de mars 2014), du nombre d’établissements éducatifs et de classes où un enseignement est dispensé en ukrainien. Que les autorités de facto de la Crimée n’aient pas pris de dispositions pour assurer la continuité de cet enseignement doit en fait être considéré comme un déni de la substance du droit en cause […]. Ce déni est résulté directement de « l’introduction en Crimée des normes éducatives de la Fédération de Russie », mesure qui relevait de la politique de l’État défendeur […]. En conséquence, « l’enseignement en langue ukrainienne a presque complètement disparu en Crimée »[…]. »

— CEDH, GC, 25 juin 2024, Ukraine c. Russie (Crimée), nos 20958/14 et 38334/18, paragraphe 1164 [extraits]
La Cour conclut donc, à l'unanimité, à la violation de l'article 2 (droit à l'instruction) du Protocole no 1 à la Convention.

### Restriction de la circulation entre la Crimée et le reste de l'Ukraine
La Cour remarque que l'existence de telles restrictions est admise par l'Ukraine comme la Russie, et confirmée par tous les éléments dont elle dispose. La Cour juge que la Russie a transformer de facto une ligne de démarcation administrative interne à l'Ukraine, en une frontière internationale entre deux États, portant ainsi atteinte à la liberté de circulation garantie à toutes les personnes résidant régulièrement sur le territoire d'un État garanti par la Convention. Cette transformation résultant de l'imposition du droit russe en Crimée, elle ne saurait être « établi par la loi ».
La Cour conclut donc, à l'unanimité, de l'article 2 (liberté de circulation) du Protocole no 4 à la Convention.

### Discrimination des Tatars de Crimée
La Cour relève une pratique administrative de discrimination systématique et généralisée à l'encontre des Tatars de Crimée. Ils ont été harcelés, intimidés, ou placés en détention, leurs domiciles ont été violés ou marqués d'une croix, et plusieurs dizaine de milliers d'entre eux ont été contraints de quitter la Crimée. Les biens éducatifs, culturels et religieux tatars ont également fait l'objet d'attaques, les médias tatars ont été fermés et leurs journalistes persécutés. D'une manière générale, la Cour retient que les Tatars de Crimée ont été les victimes privilégiés des violations de la Convention qu'elle a déjà constaté (détentions arbitraires, restriction de la liberté de manifestation et de circulation).
La Cour conclut donc, à l'unanimité, à la violation de l'article 14 (interdiction de la discrimination) en combinaison avec les articles 8 (vie privée et familiale), 9 (liberté pensée, de conscience et de religion), 10 (liberté d'expression) et 11 (liberté de réunion et d'association) de la Convention et l’article 2 (liberté de circulation) du Protocole n° 4, entre le 27 février 2014 et le 16 septembre 2022

### But inavoué des restrictions aux droits
La Cour juge que toutes les pratiques administratives qu'elle a identifiée en matière de détention arbitraire, de transfert forcé de détenus, d'atteinte au procès équitable et à la liberté d'expression et de réunion poursuivaient un but inavoué, à savoir celui de faire taire et de réprimer toute opposition politique, c’est-à-dire un but ni prévu ni permis par la Convention impliquant un détournement de pouvoir et que ce but inavoué était le but prédominant poursuivi par ces pratiques de restriction des droits garantis par la Convention.

« La Cour constate, au vu du dossier, que les actes de persécution allégués visaient non pas des personnes au hasard, mais des groupes particuliers composés soit de militants et de journalistes ukrainiens, soit de Tatars de Crimée qui exerçaient leurs droits fondamentaux à la liberté d’expression, de réunion pacifique ou d’association et qui étaient regardés comme des partisans de la souveraineté de l’État et de l’intégrité de l’Ukraine. 
[…] des efforts anticipatifs et soutenus [ont été] déployés par la Fédération de Russie non seulement pour contrecarrer tous ceux qui s’opposent à ses intérêts et à sa politique, mais aussi pour encourager la population dans son ensemble à identifier et à signaler ces personnes et leurs actions.
[…] dans bon nombre des procédures pénales évoquées par le gouvernement requérant, les autorités répressives criméennes ont cherché à rattacher les chefs d’accusation retenus à l’opinion politique des personnes concernées ou à leur affiliation (réelle ou supposée) à différents groupes interdits considérés comme ayant des opinions antirusses 
[…] la Cour est convaincue que les éléments du dossier démontrent l’existence non seulement d’irrégularités systématiques, mais aussi d’une politique gouvernementale continue visant à étouffer toute opposition à la politique russe, une ligne de conduite qui a été élaborée et défendue publiquement par d’éminents représentants d’importantes autorités russes, et qui vaut donc preuve d’une « tolérance officielle ». »

— CEDH, GC, 25 juin 2024, Ukraine c. Russie (Crimée), nos 20958/14 et 38334/18, paragraphes 1358-1381 [extraits]
La Cour conclut donc, à l'unanimité, à la violation de l'article 18 (limitation des restrictions aux droits) combiné avec les articles 5 (liberté individuelle et sûreté), 6 (pas de peine sans loi), 8 (vie privée et familiale), 10 (liberté d'expression) et 11 (liberté de réunion) de la Convention, entre le 10 août 2018 et le 16 septembre 2022.

### Article 38, indemnisation et exécution de l'arrêt
La Cour relève que la Russie, n'a plus participé à la procédure à partir de février 2022 et n'a pas fourni à la Cour les facilités nécessaires pour la conduite efficace de son enquête, comme l'y obligeait l'article 38 de la Convention. La Cour conclut donc, à l'unanimité, à la violation de cet article.
L'arrêt précise expressément que les questions d’indemnisation des dommages (« satisfactions équitables ») et d’application de mesures individuelles seront examinées ultérieurement.
La Cour rappelle qu'en vertu de l'article 46 de la Convention, la Russie est tenue d'exécuter l'arrêt, et lui ordonne de:

« prendre toutes les mesures nécessaires pour assurer, dès que possible, le retour, en toute sécurité, des prisonniers en question transférés de la Crimée dans des établissements pénitentiaires situés sur le territoire de la Fédération de Russie »

— CEDH, GC, 25 juin 2024, Ukraine c. Russie (Crimée), nos 20958/14 et 38334/18

## Voir également